# Pietraporzio
Pietraporzio (piemontiul: Peiropurch, okcitánul: Peiropùorch) település Olaszországban, Piemont régióban, Cuneo megyében. Lakosainak száma 71 fő (2023. január 1.). Pietraporzio Argentera, Canosio, Sambuco, Vinadio és Saint-Étienne-de-Tinée községekkel határos.

## Népesség
A település lakossága az elmúlt években az alábbi módon változott:
| Lakosok száma | 72   | 79   | 71   |
|               | 2017 | 2018 | 2023 |